# Gastón Brugman
Gastón Brugman, vollständiger Name Gastón Duarte Brugman, (* 7. September 1992 in Rosario) ist ein uruguayischer Fußballspieler.

## Karriere

### Verein
Brugman spielte in Uruguay zunächst für Estudiantes de Rosario. Über die Jugendmannschaft des Club Atlético Peñarol führte sein Weg im Alter von 15 Jahren 2007 nach Italien, wo er zunächst eine Probetrainingsphase beim FC Empoli durchlief und sich schließlich der dortigen Jugendabteilung anschloss. Der 1,72 Meter große, als Stürmer und Mittelfeldakteur einsetzbare Brugman stand sodann mindestens in der Saison 2010/11 im Kader des italienischen Zweitligisten aus Empoli. Er soll dabei erst im Jahr 2011 zum Kader der Ersten Mannschaft gestoßen sein. In jener Spielzeit absolvierte er zwei Spiele in der Serie B und schoss ein Tor. Sein Liga-Debüt feierte er am 5. März 2011 gegen Modena. In der Folgesaison stand er sodann 18-mal in der Liga auf dem Platz. Dabei erzielte er ebenfalls einen Treffer. Mitte 2012 schloss er sich dem Erstligisten Delfino Pescara 1936 an. Dort kam er jedoch zunächst nicht zum Einsatz und wurde im März 2013 an Grosseto ausgeliehen. In der restlichen Spielzeit bestritt er dort zwölf Partien in der Serie B. Zur Saison 2013/14 kehrte er zu Pescara zurück. In jener Spielzeit lief er 35-mal in der Zweiten Liga auf und schoss vier Tore. Auch in der Coppa Italia kam er zweimal zum Einsatz. In der Saison 2014/15 wurde er 19-mal (zwei Tore) in der zweithöchsten italienischen Liga eingesetzt. Zudem lief er in fünf Play-off-Partien (kein Tor) auf.
Im Juli 2015 wurde er an US Palermo verliehen, für den er in der Saison 2015/16 14-mal (kein Tor) in der Liga zum Einsatz kam. Anschließend kehrte er zu Delfino Pescara zurück und absolvierte in der Spielzeit 2016/17 27 Ligaspiele (ein Tor) und eine Partie (kein Tor) in der Coppa Italia. In den beiden folgenden Saisons kam er als Stammspieler zum Einsatz. Im August 2019 wurde Brugman an Parma Calcio verliehen. Diese verpflichteten ihn anschließend im Sommer 2021 fest.
Bei Parma legte er eine ordentliche Saison 2021/22 hin, wenngleich er teilweise wochenlang nur zu wenig Einsatzzeit kam und am Ende der Saison aufgrund einer Verletzung ausfiel. Nach dieser Saison stieg Parma ab und er bestritt zum Start der Folgesaison eine Partie in der Serie B, ehe er nach Spanien zu Real Oviedo verliehen wurde. Bei dem Zweitligisten nahm er erneut eine gute Rolle ein und wurde nach kurzer Zeit Stammspieler. Mit dem siebten Platz verpasste seine Mannschaft nur knapp die Play-offs. Nachdem die Leihe nach einer Saison geendet hatte, kehrte er nur kurz nach Italien zurück, da ihn das US-amerikanische MLS-Franchise LA Galaxy im Juli 2022 zu sich holte. Auch dort startete er gut und bekam ab der Saison 2023 das Kapitänsamt anvertraut, ehe ihn ab August ein Meniskusriss von weiteren Einsätzen abhielt. Auch in der Saison 2024 blieb er von Verletzungen nicht verschont und fiel von Juni bis Juli mit einer Knochenmarksschwellung für zehn Ligapartien aus. Am Ende erreichte er mit LA die Play-offs, wo er im Finale mit seiner Vorlage zum 1:0 durch Joseph Paintsil entscheidend zum MLS-Cup-Gewinn beitrug.
Zur Saison 2025 wurde er zum Nashville SC getradet.

### Nationalmannschaft
Brugman war Mitglied der von Fabián Coito trainierten uruguayischen U-15-Auswahl, die bei der U-15-Südamerikameisterschaft 2007 in Brasilien teilnahm und hinter dem Gastgeberland den zweiten Platz belegte. Er war Teil des Aufgebots der uruguayischen U-17 bei der U-17-Weltmeisterschaft 2009 in Nigeria. Im Turnier wurde er viermal eingesetzt. Einen Treffer erzielte er nicht.

### Erfolge
- U-15-Vize-Südamerikameister 2007
- MLS Cup: 2024